# Antonio Radić
Antonio Radić, meglio noto con il nickname Agadmator (Križevci, 16 giugno 1987), è uno scacchista e youtuber croato, noto per il suo canale YouTube Agadmator's Chess Channel.
Radić imparò gli scacchi a quattro anni da suo nonno Anto Krnjić, un Maestro FIDE, tuttavia iniziò a giocare tornei solo a 17 anni. Raggiunse il suo massimo rating FIDE nel 2010 con 2010 punti Elo. Partecipa a pochi tornei internazionali, ma è attivo nel gioco online, specialmente sui server Lichess e Chess.com.
Al 2021, il suo canale di scacchi è il più popolare su Youtube, con oltre un milione di iscritti al 7 febbraio 2021. I suoi video hanno avuto oltre 450 milioni di visite in totale. In ogni video Agadmator commenta, in inglese, partite recenti oppure storiche.
Antonio Radic è anche un podcaster e produttore di manga.